# Ludivine Munos
Ludivine Munos née Loiseau est une nageuse handisport française née en 1980. Elle a notamment remporté trois médailles d’or paralympique et est six fois championne du monde.

## Biographie
Ludivine Loiseau nait le 27 août 1980 à Nantua dans l’Ain et doit être amputée du bras et de la jambe droite.
En 1991, elle découvre la natation handisport à Lyon. À 12 ans, elle devient championne de France, puis championne du monde l’année suivante. Poursuivant ses études en parallèle des entrainements, elle est diplômée d’un master en droit et management en 2003.
Elle participe aux Jeux paralympiques de 1996 à Atlanta où elle décroche cinq médailles. Quatre ans plus tard, aux Jeux de Sydney, elle obtient trois médailles. Enfin, à Athènes en 2004, elle gagne encore quatre médailles.
Elle arrête ensuite la natation professionnelle et est embauchée chez EDF où elle devient directrice des ressources humaines d’une filiale de l’entreprise. Elle continue toutefois à promouvoir le handisport en tant qu’ambassadrice du Comité paralympique et sportif français.
En 2017, elle est consultante pour France Télévisions. Elle commente les Championnats du monde de natation 2017 avec Alexandre Boyon et Florent Manaudou, accompagnés pour les interviews de Richard Coffin et Nelson Monfort.
En 2021, elle commente les cérémonies d'ouverture et de clôture des Jeux paralympiques de Tokyo avec Stéphane Lippert, ainsi que les épreuves de natation.

## Palmarès
Ludivine Munos concourt dans la catégorie S6 des femmes. Voici son palmarès :
- 2004 : Jeux paralympiques d’Athènes :
  - 50 mètres papillon : médaille d’or,
  - 100 mètres dos crawlé : médaille d’argent,
  - 100 mètres nage libre : médaille d’argent,
  - 50 mètres nage libre : médaille d’argent ;
- 2002 : championnats du monde en Argentine :
  - 50 mètres nage libre : médaille d’or,
  - 50 mètres papillon : médaille d’or,
  - 100 mètres dos crawlé : médaille d’argent
  - 100 mètres nage libre : médaille d’or ;
- 2000 : Jeux paralympiques de Sydney :
  - 4 × 50 mètres 4 nages 20 points : médaille d’or,
  - 50 mètre papillon : médaille d’argent,
  - 100 mètres dos crawlé : médaille de bronze ;
- 1998 : championnats du monde en Nouvelle Zélande :
  - 4 × 50 mètres 4 nages : médaille d’or,
  - 100 mètres dos crawlé : médaille d’or,
  - 4 × 50 mètres nage libre : médaille de bronze,
  - 400 mètres nage libre : médaille de bronze ;
- 1996 : Jeux paralympiques d’Atlanta :
  - 100 mètres nage libre : médaille d’argent,
  - 50 mètres nage libre : médaille d’or,
  - 200 mètres nage libre : médaille d’argent,
  - 4 × 50 mètres nage libre S1-6 : médaille d’argent,
  - 200 mètres 4 nages : médaille de bronze ;
- 1994 : championnats du monde à Malte :
  - 200 mètres 4 nages : médaille de bronze,
  - 50 mètres papillon : médaille d’or,
  - 100 mètres dos crawlé : médaille de bronze,
  - 200 mètres nage libre : médaille de bronze,
  - 50 mètres nage libre : médaille de bronze.